# 章村镇
章村镇是中华人民共和国浙江省湖州市安吉县下辖的一个镇。

## 行政区划
章村镇下辖以下村级行政区划单位：
浦源社区、长潭村、河干村、郎村、浮塘村、章村、高山村、茅山村和章里村。